# Symphonie no 39 de Joseph Haydn

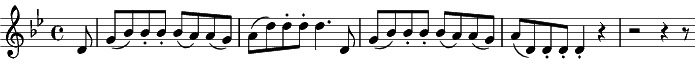
Partition

La Symphonie no 39 en sol mineur Hob. I:39, dite "La Mer troublée", est une symphonie du compositeur autrichien Joseph Haydn, composée en 1767-1768.

## Structure de l'œuvre
La symphonie comporte quatre mouvements :
1. Allegro assai
2. Andante
3. Menuet
4. Allegro di molto

Durée approximative : 20 minutes.

## Instrumentation
- deux hautbois, quatre cors (deux en sol et deux en si bémol alto), cordes